# Maceo Rigters
Maceo Rigters (Amsterdam, 22 gennaio 1984) è un ex calciatore olandese, di ruolo attaccante.

## Carriera

### Club
Debutta in Eredivisie nel 2003 con la maglia dell'Heerenveen. Nella prima stagione colleziona due sole presenze. Nella stagione successiva gioca in Eerste Divisie, la seconda divisione olandese, con il Dordrecht, collezionando 17 presenze ed 8 gol, mentre nella seconda parte della stagione è al NAC Breda in Eredivisie.
Nella stagione 2005-2006, sempre al NAC, gioca 24 partite e segna 2 gol, mentre in quella successiva totalizza 32 presenze e 3 gol. Nel 2007 viene acquistato dal Blackburn; nel 2008 il Blackburn lo gira in prestito prima al Norwich City, squadra di Football League Championship, e poi al Barnsley, sempre in Championship.
Il 1º settembre 2011 si trasferisce in Australia presso il Gold Coast United.

### Nazionale
Ha fatto parte della Nazionale olandese Under-21 allenata da Foppe de Haan.
Con questa selezione ha partecipato agli Europei Under-21 2007. Inizialmente gli è stata riservata la panchina, ma, nel corso del torneo, ha saputo conquistarsi la fiducia del tecnico ed è divenuto titolare guadagnando il titolo di capocannoniere del torneo con quattro reti, contribuendo alla vittoria del titolo da parte degli orange.
Al termine della competizione è stato inserito dall'UEFA nel Dream Team del torneo.

## Statistiche

### Presenze e reti nei club
| stag.     | club           | serie             | pres. | gol |
| --------- | -------------- | ----------------- | ----- | --- |
| 2003-2004 | Heerenveen     | Eredivisie        | 2     | 0   |
| 2004-2005 | Dordrecht      | Eerste Divisie    | 17    | 8   |
| 2004-2005 | NAC Breda      | Eredivisie        | 5     | 0   |
| 2005-2006 | NAC Breda      | Eredivisie        | 24    | 2   |
| 2006-2007 | NAC Breda      | Eredivisie        | 32    | 3   |
| 2007-2008 | Blackburn      | FA Premier League | 2     | 0   |
| 2008      | Norwich City   | FL Championship   | 2     | 0   |
| 2008-2009 | Barnsley       | FL Championship   | 19    | 0   |
| 2010-2011 | Willem II      | Eredivisie        | 28    | 5   |
| 2011-2012 | Gold Coast Utd | A-League          | 0     | 0   |
| totale    |                |                   | 131   | 18  |

## Palmarès

### Nazionale
- Campionato d'Europa Under-21: 1

Olanda 2007

### Individuale
- Capocannoniere del Campionato d'Europa U-21: 1

Olanda 2007 (4 gol)